# Ferdinand Gotthelf Hand

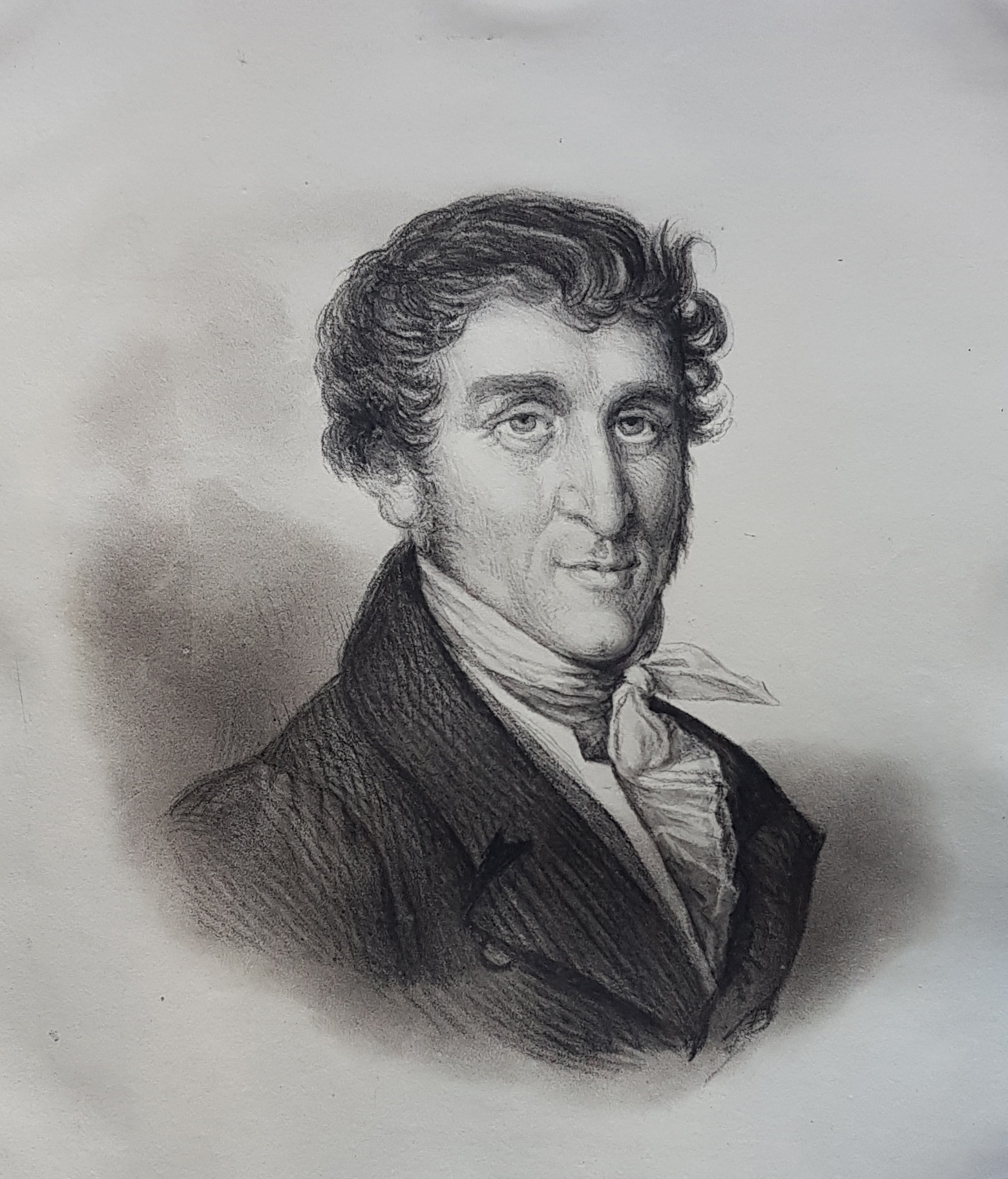

Ferdinand Gotthelf Hand (* 15. Februar 1786 in Plauen; † 14. März 1851 in Jena) war ein deutscher klassischer Philologe.

## Leben
Ferdinand Hand, vorgebildet in Sorau, wo sein Vater Johann Christian Hand (* 12. Dezember 1743 in Calau; † 21. April 1807 in Sorau) als Superintendent tätig war, studierte seit 1803 in Leipzig bei Gottfried Hermann und Friedrich August Carus und promovierte 1807 zum Doktor der Philosophie. 1809 erfolgte die Habilitation. 1810 wurde er in der Nachfolge von Franz Passow Professor am Wilhelm-Ernst-Gymnasium in Weimar.
1817 wurde Hand außerordentlicher Professor der Philosophie und griechischen Literatur und noch im selben Jahr ordentlicher Professor sowie Mitdirektor des philologischen Seminars in Jena. Er unterrichtete seit 1818 an wöchentlich zwei Tagen die Prinzessinnen Marie und Augusta (die spätere Kaiserin) von Sachsen-Weimar-Eisenach, die er auch 1824 auf ein Jahr nach Sankt Petersburg begleitete. Dort wurde er 1825 zum korrespondierenden Mitglied der Russischen Akademie der Wissenschaften gewählt.
Hand war darüber hinaus Mitglied von Gottfried Hermanns Societas graeca und der Societas historico-theologica Lipsiensis; die Königlich Sächsische Gesellschaft der Wissenschaften nahm ihn in ihrem Gründungsjahr 1846 als ordentliches Mitglied der historisch-philologischen Klasse auf. Er war von der Universität mit der Schriftleitung der Neuen Jenaischen Allgemeinen Literatur-Zeitung (1842–1848) betraut.
Hand wurde auch als Kunsthistoriker und Musikwissenschaftler bekannt. In Jena gründete und unterhielt er einen „Academischen Gesangsverein“ sowie – nach dem Vorbild des Weimarer Armenpädagogen Johannes Daniel Falk – ein Rettungs- und Arbeitshaus für sozial schwache und bildungsferne Schichten. 1837 wurde er zum Geheimen Hofrat ernannt und 1843 mit dem Ritterkreuz des Hausordens vom weißen Falken geehrt.
Hand war verheiratet mit Franziska Henriette Wilhelmine geb. Conta († 26. März 1854 in Jena), Schwester des Weimarer Legationssekretärs Karl von Conta. Sie hatten sechs Kinder, von denen drei überlebten. Auch die jüngste Tochter Marie, verheiratet mit dem Dresdner Bildhauer Ernst Rietschel, starb jung (1819‒1847).

## Werke
- Observationum criticarum in Catulli carmina specimen. Lipsiae 1809. (Habilitationsschrift. Digitalisat).
- Kunst und Alterthum in St. Petersburg. Verlag des Landes-Industrie-Comptoirs, Weimar 1827.
- Tursellinus, seu de particulis latinis commentarii. 4 Bände. Weidman, Leipzig 1829–45 (unvollendet; Nachdruck: Hakkert, Amsterdam 1969).
- Lehrbuch des lateinischen Stils. Crökersche Buchhandlung, Jena 1833 (3. Auflage, bearbeitet von Heinrich Ludwig Schmitt: Costenoble, Jena 1880).
- Aesthetik der Tonkunst. 1. Theil Jena 1837; 2. Theil 1841. (2. verbesserte Auflage: Eduard Eisenach, Leipzig 1850; Nachdruck: Hard Press, Lenox MA 1969).
- Praktisches Handbuch für Übungen im lateinischen Stil. Crökersche Buchhandlung, Jena 1838 (2. verbesserte Auflage: ebenda, 1850).
- Das Arbeitshaus als das vorzüglichste Hülfsmittel in der Verwaltung des Armenwesens, Jena 1939.

## Herausgegebene Werke
- Friedrich August Carus: Nachgelassene Werke, 7 Bände. Barth und Kummer, Leipzig 1808–1810.
- Iohannis Frederici Gronovii in P. Papinii Statii Silvarum libros V Diatribe. Nova Editio, ab ipso auctore correcta, interpolata, aucta. Accedunt Emerici Crucei Antidiatribe, Gronovii Elenchus Antidiatribes et Crucei Muscarium. Edidit et annotationes adjecit Ferdinandus Handius. 2 Bände. Fleischer, Leipzig 1812.